# Chiropterotriton miquihuanus
El tlaconete de patas ensanchadas de Miquihuana (Chiropterotriton miquihuanus) es una especie de salamandra perteneciente a la familia Plethodontidae. 

## Descripción
La talla y la forma de las narinas de esta especie la distinguen de todos sus congéneres. Sus enormes narinas ovales son casi igual en talla que la distancia horizontal de la pupila. La única otra especie de Chiropterotriton en la cual los adultos presentan narinas grandes son C. dimidiatus y C. mosaueri, en las cuales las narinas son subcirculares y cerca del 50% de la distancia horizontal a través de la pupila. En la mayoría de otras especies de Chiropterotriton las narinas son pequeñas y estrechas, ovales, orientadas aproximadamente horizontalmente o diagonales. C. chiropterus tiene narinas pequeñas y subcirculares. En C. miquihuanus los adultos machos son de 33-37 mm de longitud y las hembras adultas son de 31-41 mm; La cabeza es ligeramente más ancha que el cuello y el cuerpo y cola son moderadamente robustos; los miembros son cortos. La cantidad de membranas interdigitales es modesta; glándula mental usualmente no aparente, inconspicua y blancuzca en pocos individuos; dientes premaxilares 23-28 en machos y 38-41 en hembras.

## Distribución
Conocido únicamente de la vecindad de la localidad tipo (aproximadamente 11,5 km norte-noreste de Miquihuana) a Elevaciones por encima de los 3000 m s. n. m., Suroeste de Tamaulipas, México.

## Hábitat
La región está en la zona de bosque de pino-encino con bosque boreal en los picos más altos. La serie tipo fueron capturados en el suelo bajo troncos y rocas en un hábitat consistiendo mayoritariamente de pinos y encinos dispersos, agaves y yucas.